# Oriente

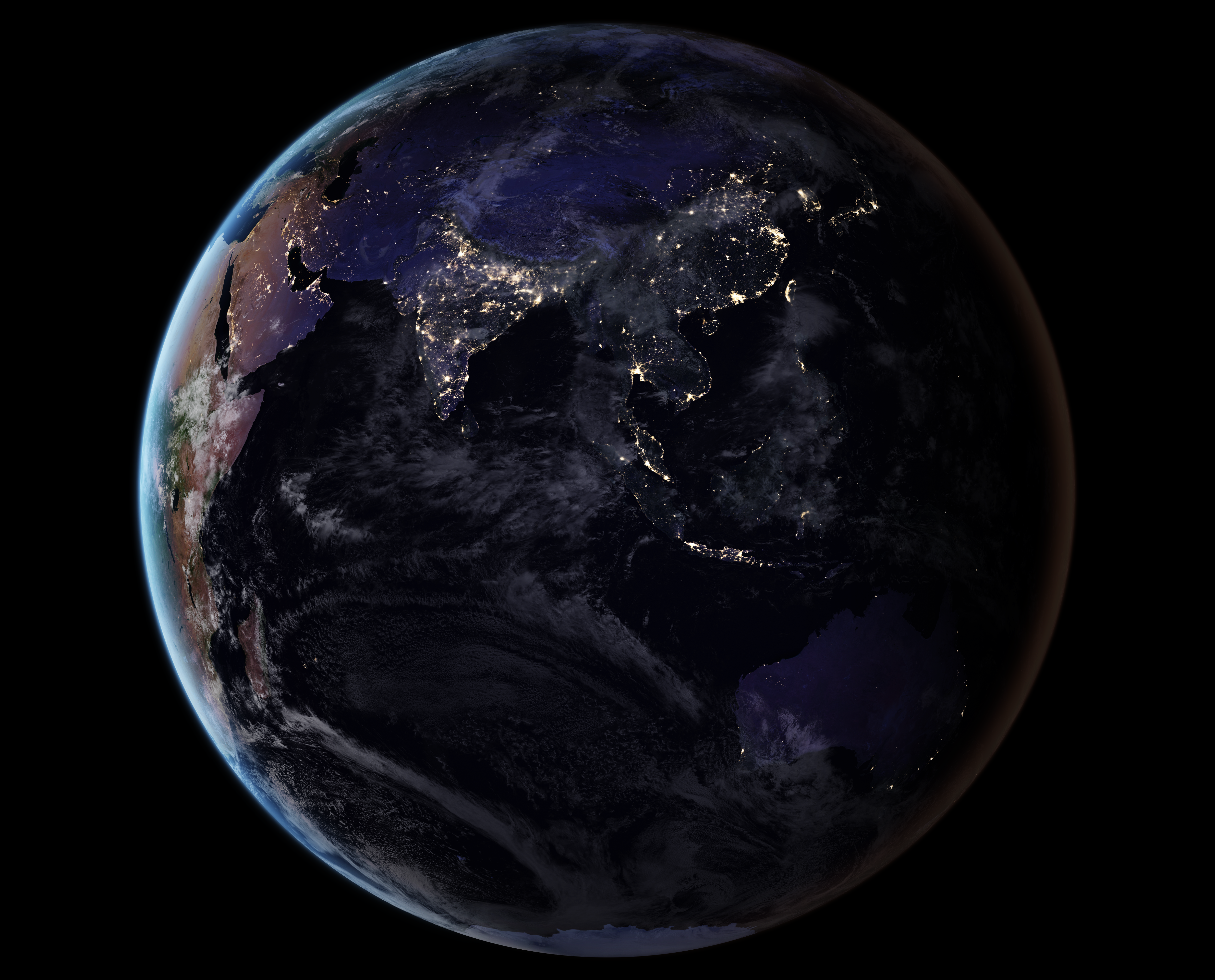
El mapa de izquierda a derecha que muestra desde el mediterráneo oriental hasta el archipiélago japonés, es la vasta área catalogada como Oriente

Oriente (del latín, orĭens, participio de orīri: «aparecer», «nacer») es la denominación que se da desde la antigüedad a la dirección por donde se ve aparecer el sol (y los demás astros), es decir, el plano que contiene al este. Por extensión, se refiere a aquellas regiones que están al este del punto de referencia. En la cultura occidental se otorgó este nombre a Asia. Convencionalmente se distinguen tres partes: Oriente Próximo, Oriente Medio y Oriente Extremo.

## La noción de Oriente
En tiempos de la Antigua Grecia, se concebía el mundo dividido en dos grandes masas continentales: Europa y Asia, separadas ambas por el mar Egeo. Sin embargo, esta separación ideada por los marinos griegos se revelaría como errónea cuando, estos mismos, descubrieran que ambos continentes estaban unidos al norte del mar Negro, a través de las planicies que ellos llamaron Escitia, y que se corresponden actualmente con el sur de Rusia.
De todas maneras, la noción prendió como un reflejo del talante mesiánico de la cultura occidental, definida esta en sentido amplio (es decir, como la tradición cultural surgida en Egipto y Sumeria, desarrollada en la Antigua Grecia, Roma, y completada en la Europa Cristiana Occidental. De esta manera se creó el mito del Oriente Inmutable, que se mantuvo históricamente hasta bien entrado el Siglo XIX.
En la actualidad puede admitirse que la noción de Oriente tiene un carácter meramente simbólico, por cuanto que lo que genéricamente llamamos Oriente no es realmente el punto más oriental del mundo. No hay que perder de vista que existen varias tradiciones culturales bien diferenciadas en el territorio situado entre el mediterráneo del este y el archipiélago japonés. Entre ellas destacan las de Mesopotamia, el pueblo hebreo, el mundo islámico, India, China, la Siberia rusa, los coreanos, los indonesios, los jemeres, el Japón, los mongoles, etc.

## Idiomas predominantes
Las lenguas que predominan en el Oriente provienen de distintas familias lingüísticas, incluyendo la indoeuropea, la afroasiática y las lenguas altaicas. Sin embargo, el árabe en sus numerosas variantes, el persa o farsi y el turco son los más hablados en la región.
Otras lenguas habladas en el Oriente son kurdo, azerí, georgiano, hebreo, armenio, sifriaco (formado del arameo), lenguas berbeales, caucásicas, lenguas turquesas, griego, hindi y urdu. Otras lenguas no nativas de Oriente también utilizadas ampliamente son inglés, francés, ladino o judeoespañol.